# Куренцов, Виктор Григорьевич
Виктор Григорьевич Куренцов (5 апреля 1941, Тухинка, Сенненский район, Витебская область — 7 апреля 2021, Одинцово) — советский тяжелоатлет. Заслуженный мастер спорта СССР (1966), заслуженный тренер России (2003). 5-кратный чемпион мира, 7-кратный чемпион Европы, 9-кратный чемпион Советского Союза, серебряный призёр Олимпиады в Токио и олимпийский чемпион в Мехико, почётный гражданин Одинцовского района (2007), полковник. Установил 20 рекордов Мира, еще 2 его рекорда СССР были выше официального рекорда Мира и 25 рекордов СССР.

## Биография
В детстве вместе с семьёй переехал в Сталинск. Начал работать на Кузнецком металлургическом комбинате. Там же начал заниматься спортом. В 1961—1965 служил в армии. В 1965 году переехал в Московскую область. За время выступлений Виктор Куренцов установил 26 мировых рекордов, в его копилке 150 золотых спортивных наград.
Одним из тренеров Виктора Куренцова был Павел Зубрилин.
Был первым начальником 127-го спортивного клуба Ракетных войск стратегического назначения. Член КПСС с 1969 года.
В 1990 году избран депутатом Совета депутатов города Одинцово, с 1991 по 1993 год — первый заместитель председателя городского Совета Одинцово, с 1993 по 1998 год — сотрудник посольства РФ в Италии, с 1999 по 2003 год — консультант главы Одинцовского района.
Скончался 7 апреля 2021 года. Похоронен на Лайковском кладбище в селе Лайково.

16 июля 2021 года на территории спортивного центра в Одинцово торжественно открыта памятная доски в честь Виктора Куренцова. Материалы о Викторе Куренцове имеются в Одинцовском историко-краеведческом музее.